# Wiktor Głazunow
Wiktor Głazunow (Wałcz, 24 de octubre de 1993) es un deportista polaco que compite en piragüismo en la modalidad de aguas tranquilas.
Ganó nueve medallas en el Campeonato Mundial de Piragüismo entre los años 2015 y 2024, y cinco medallas en el Campeonato Europeo de Piragüismo entre los años 2017 y 2025.
Participó en dos Juegos Olímpicos de Verano, ocupando el séptimo lugar en Tokio 2020 (C2 1000 m) y el sexto en París 2024 (C1 1000 m).

## Palmarés internacional
| Campeonato Mundial | Campeonato Mundial       | Campeonato Mundial | Campeonato Mundial |
| Año                | Lugar                    | Medalla            | Competición        |
| ------------------ | ------------------------ | ------------------ | ------------------ |
| 2015               | Milán (Italia)           | Medalla de plata   | C2 500 m           |
| 2017               | Račice (República Checa) | Medalla de plata   | C4 1000 m          |
| 2021               | Copenhague (Dinamarca)   | Medalla de plata   | C2 1000 m          |
| 2022               | Halifax (Canadá)         | Medalla de plata   | C2 500 m           |
| 2022               | Halifax (Canadá)         | Medalla de plata   | C4 500 m           |
| 2023               | Duisburgo (Alemania)     | Medalla de plata   | C4 500 m           |
| 2023               | Duisburgo (Alemania)     | Medalla de plata   | C2 500 m mixto     |
| 2023               | Duisburgo (Alemania)     | Medalla de bronce  | C1 5000 m          |
| 2024               | Samarcanda (Uzbekistán)  | Medalla de oro     | C1 5000 m          |
| Campeonato Europeo |                          |                    |                    |
| Año                | Lugar                    | Medalla            | Competición        |
| 2017               | Plovdiv (Bulgaria)       | Medalla de oro     | C4 1000 m          |
| 2018               | Belgrado (Serbia)        | Medalla de bronce  | C4 500 m           |
| 2022               | Múnich (Alemania)        | Medalla de plata   | C2 500 m           |
| 2024               | Szeged (Hungría)         | Medalla de plata   | C2 500 m           |
| 2025               | Račice (República Checa) | Medalla de plata   | C1 5000 m          |